# Dunreith
Dunreith è un centro abitato (town) nella Contea di Henry, nello stato dell'Indiana.
Salì agli onori delle cronache nazionali nel 1968 a causa di un incidente ferroviario fra due treni merci, trasportanti sostanze chimiche infiammabili e velenose, che provocò un'enorme esplosione minacciando l'intera comunità locale.

## Storia
Il primo insediamento si stabilì a Dunreith a cavallo degli anni 1830-1840, lungo una delle principali vie di comunicazione della zona; in origine il nome era Coffin's Station.